# Young and Beautiful
Young and Beautiful è un brano musicale della cantautrice statunitense Lana Del Rey, estratto come singolo dalla colonna sonora del film del 2013 Il grande Gatsby.
Il singolo, che è stato scritto dalla cantante stessa e da Rick Nowels, ha anche una versione orchestrale.

## Video musicale
Pubblicato il 10 maggio 2013, il video della canzone è stato diretto da Chris Sweeney con Sophie Muller direttrice della fotografia. Protagonista è Lana Del Rey che canta, vestita anni venti, accompagnata da una grande orchestra. Il gioco di luci ed ombre sull'orchestra è ispirato al classico di Walt Disney del 1940 Fantasia.

## Classifiche
| Classifica (2013-22) | Posizione massima |
| -------------------- | ----------------- |
| Australia            | 8                 |
| Austria              | 57                |
| Belgio (Fiandre)     | 34                |
| Belgio (Vallonia)    | 33                |
| Canada               | 45                |
| Francia              | 31                |
| Germania             | 50                |
| Grecia               | 72                |
| Italia               | 8                 |
| Irlanda              | 16                |
| Nuova Zelanda        | 23                |
| Paesi Bassi          | 79                |
| Regno Unito          | 23                |
| Slovacchia           | 51                |
| Spagna               | 24                |
| Stati Uniti          | 22                |
| Svezia               | 39                |
| Svizzera             | 31                |
| Ungheria             | 9                 |

### Classifiche di fine anno
| Classifica (2014) | Posizione |
| ----------------- | --------- |
| Italia            | 52        |